# کلمبیا (کنتیکت)
کلمبیا (به انگلیسی: Columbia) یک منطقهٔ مسکونی در ایالات متحده آمریکا است که در شهرستان تولند، کنتیکت واقع شده‌است. کلمبیا ۵۷٫۰ کیلومتر مربع مساحت و ۵٬۲۷۲ نفر جمعیت دارد و ۱۶۸ متر بالاتر از سطح دریا واقع شده‌است.